# Девять принцев Амбера
«Девять принцев Эмбера» («Девять принцев Амбера», «Девять принцев Янтарного королевства», «Девять принцев в Янтаре») — роман американского писателя Роджера Желязны, вышедший в 1970 году. Первая книга из первой пенталогии цикла романов «Хроники Амбера». Следующая книга цикла — «Ружья Авалона».

## Сюжет

### События на Отражении Земли
Главный герой романа Корвин приходит в себя в частной больнице после автомобильной аварии. Он не помнит кто он такой, но шантажируя доктора узнаёт, что у него есть сестра — Эвелин. Корвин совершает побег из клиники и приходит домой к Эвелин. Разговаривая с ней он не может вспомнить свою семью, но не подаёт вида. Узнает, что сестру зовут Флоримель. Когда Флора уходит из дома, он, обыскивая помещение, находит колоду карт таро с изображениями себя и членов своей семьи.
По телефону звонит его брат Рэндом и просит защиты у Корвина. Рэндом приезжает в дом Флоры. Его преследуют люди неземного происхождения. Корвин и Рэндом с помощью собак Флоры  убивают преследователей. Флора по приказу своего брата Эрика следит за Корвином.

### События по дороге в Амбер
Вместе с Рэндомом они отправляются в Амбер. Они едут на машине и в это время окружающий мир фантастически преображается. При пересечении  Арденского леса,  их догоняет брат Джулиан на огромном коне Моргенштерне. Джулиан охраняет лес по приказу Эрика. Корвину удается обезоружить Джулиана, но  сохраняет ему жизнь.
В лесу Корвин и Рэндом встречают сестру Дейдре. Корвин понимает, что дальше притворяться нельзя. Он признается, что не помнит себя и не понимает, что происходит. Рэндом предлагает ему пройти через Лабиринт (Огненный Путь) подводного города Ребмы (подводный город Ребма — отражение города Амбер), чтобы вернуть память. Погоня висит у них на хвосте, но они успевают скрыться на морском дне.
В Ребме Корвин проходит через Лабиринт и вспоминает, кто он такой. Амбер — это вечный город, остальные миры (в том числе планета Земля) — это его Отражения (Тени). Король Оберон, отец Корвина, после  внезапного исчезновения которого между его детьми идет борьба за трон. Время в Амбере и Отражениях течёт по-разному. В отражение "Земля" Корвина забросил после поединка его брат Эрик. Потерявший память Корвин провёл на Земле несколько столетий, но после автокатастрофы память начала возвращаться к нему. Принцы Амбера могут перемещаться по отражениям либо с помощью силы своего воображения, либо более быстро — с помощью колоды карт, сделанной полубезумным мастером Дворкиным, или же из центра Лабиринта. С собой они могут провести сколько угодно людей.

### Нападение на Амбер
Корвин перешёл в Амбер, где сразился на мечах с Эриком и ранил его. Но на помощь к Эрику пришли его люди, и Корвину пришлось бежать с помощью карты его брата Блейза. Корвин встречается с Блейзом, вместе они собирают армию, чтобы свергнуть Эрика до его официальной коронации. Собрав примерно 250 т. существ и огромный флот из разных Отражений, они выступают на Амбер. Блейз ведёт сухопутные войска по суше, а Корвин командует флотом. Подступы к Амберу охраняют другие братья, некоторые из них сражаются за Эрика (как Джулиан и Кейн), другие (как Джерард) сохраняют нейтралитет. По пути гибнет большая часть армии и флота Корвина и Блейза. Как выясняется, Эрик с помощью Камня правосудия научился управлять погодой и, вызвав штормы, топит много кораблей Корвина. Остатки флота разбиты в сражении с Кейном.
Оставшееся войско входит в Арденский лес, Эрик приказывает поджечь его. К Амберу Корвин с Блейзом подводят только 5 тыс. человек. Поднимаясь с боями на гору Колвир, Блейз падает в пропасть, Корвин бросает ему свою колоду, чтобы тот смог спастись. Сам Корвин пробивается в город, но его войско тает, и он попадает в плен. Эрик хочет, чтобы Корвин короновал его, но Корвин успевает со словами: «Короную себя государем Амбера» –  надеть на свою голову корону.

### Плен и побег
По приказу Эрика Корвина ослепляют и бросают в тюрьму. Когда Корвин увидел у своих глаз раскалённое железо, он произнёс проклятие, которое открыло к Амберу Путь из Хаоса. Через три с половиной года заточения у Корвина вырастают новые глаза. С помощью украденной на пиру ложки он пытается вырезать замок в двери. К нему в камеру непонятным образом приходит Дворкин. По просьбе Корвина Дворкин рисует маяк на острове Кабра. Рисунок Дворкина обладает магической силой Карт, и Корвин через него совершает побег и восстанавливает свои силы, скрывшись на отдалённом острове.

## В культуре
- Писатель-фантаст Терри Биссон сделал комикс по этой книге.
- Российская студия «Сатурн» сделала по этой книге компьютерную игру в жанре «квест».